# 青楼梦
《青楼梦》又名《绮红小史》，是清朝俞達所著的一部狭邪小说，共64回。

## 內容主旨
《青楼梦》成书于光绪四年（1878年），作者对《红楼梦》推崇备至，书名是借着当时较有名声的《红楼梦》命名的，题材也略同红楼梦的题材，主人公金挹香怀才不遇，感慨“公卿大夫无一识我之人”，“反不若青楼女子竟有慧眼识英雄于未遇时也”，经常出入酒楼妓院，如“游花国，护美人，采芹香，掇巍科，任政事，报亲恩，全友谊，敦琴瑟，抚子女，睦亲邻，谢繁华，求道德”。写作方式体现出作者也是有意模仿《红楼梦》作者的。其实际作者至今不詳，據《中國通俗小說總目提要》稱，“作者俞達，一名宗駿，字吟香，江蘇長洲人”。